# Доктрина виморочних володінь
Доктрина виморочних володінь (англ. The Doctrine of Lapse) була нічим іншим як політикою анексії, котру, запропонував Лорд Далхаусі, котрий на той час, а саме між 1848 та 1856 роками був генерал-губернатором Ост-Індійської компанії.
Відповідно до цієї Доктрини, будь-яке князівство чи територія під прямим впливом (керівництвом) Британської Ост-Індійської компанії (чільної імперської сили на цьому субконтиненті), як держава-васал під контролем Британської керівної системи, могло бути автоматично анексоване, якщо його правитель був «або вочевидь неспроможний виконувати свої обов'язки, або помре та не залишить спадкоємця чоловічої статі». Останнє скасовувало правило згідно з яким правитель, що не мав нащадків, міг обрати собі наступника, котре існувало здавна (потрібна цитата). Окрім того — чи спроможний правитель дати собі раду — вирішувала Британія. В процесі застосування цієї Доктрини, багато хто з індійців часто-густо вважали її незаконною.

## Історія
У часи її застосування, Британська Ост-Індійська компанія мала імперський адміністративний контроль над величезним регіоном цього субконтиненту.

Князівство Сатара було першою жертвою цієї «доктрини». Раджа Сатаров помер у 1848 році, не залишивши спадкоємця; незадовго до своєї смертні віе взяв прийомного сина, але не поінформувавши про це англійську влади не запитавши у них згоди. Так як князівство було створено в 1818 році англійцями, то усиновлення підлягало їх твердженням. Згоди не було дано. Рада директорів заявив:
«… Ми цілком впевнені, що за загальним законом і звичаєм Індії залежне князівство, подібне Сатаров, не може перейти до усиновленого спадкоємця без згоди верховної влади».
Згідно з умовами Доктрини Припинення Влади Компанія отримала владу над багатьма князівствами Сатара (1848), Ятпура і Самбалура (1849), Нагпура і Янсі (1854), Танйора і Аркот (1855), Адайпур (Читтисгар) і Удх (1856). Як правило, стверджувалося, що правитель неспроможний виконувати свої обов'язки, а Компанія заробила на застосуванні цієї Доктрини близько чотирьох мільйонів фунтів стерлінгів. Втім, князівству Удайпур, за допомогою британців вдалося поновити своє правління у 1860 році.
Зі збільшенням влади Ост-Індійської компанії у багатьох верствах індійського суспільства й більшості місцевих збройних сил зростало невдоволення, що згуртувало позбавлені влади династії впродовж Індійського Повстання 1857 року, котре відоме як Повстання Сипаїв 1858 року. Після повстання новий Віцекороль Індії, чиє правління замінило правління Ост-Індійської компанії, скасував цю Доктрину.
Завдяки застосуванню Доктрини Припинення Влади, 1824 року Ост-Індійська компанія отримала контроль над князівством Кіттур. Достеменно невідомо, чи дійсно вона була розроблена Лордом Далхаусі 1848 року, однак саме він надав їй офіційного статусу, оформивши її документально. Анексія й Доктрина Гріховності викликали підозри й неспокій серед більшості правлячих князів Індії.

## Доктрина виморочних володінь до лорда Далхаусі
Далхаусі рішуче застосовував Доктрину виморочних володінь для поневолення індійських князівств, але вона не була виключно його власним винаходом. Рада Директорів Ост-Індійської компанії сформулювала її іще в 1834 році. Завдяки цій політиці Компанія захопила Мандаві у 1839 році, князівства Колба та Ялаун 1840 року, а також Шурат у 1842 році.

## Індійські князівства анексовані Британської владою
- Ангул (1848)
- Аркот (1855)
- Банда (1858)
- Гулер (1813)
- Джаінтія (1835)
- Джайтпур (1849)
- Джалаун (1840)
- Джасван (1849)
- Джансі (1854)
- Качарі (1830)
- Канга (1846)
- Каннанур (1819)
- Кіттур (1824)
- Кодагу (1834)
- Колаба (1840)
- Кожікод (1806)
- Куллу (1846)
- Курнул (1839)
- Кутлехар (1825)
- Макрай (1890)
- Нагупр (1854)
- Гаргунд (1858)
- Оуд (1854)
- Панджаб (1849)
- Рамгарх (1858)
- Самбалпур (1849)
- Сатара (1848)
- Сурат (1842)
- Сіба (1849)
- Таджавур (1855)
- Тулсіпур (1859)
- Удайпур 1860